# Romain Grégoire
Romain Grégoire (Besançon, 21 gennaio 2003) è un ciclista su strada e ciclocrossista francese che corre per il team Groupama-FDJ. Nel 2021 si è laureato campione europeo Juniores in linea. Nello stesso anno ha vinto la Quatre Jours de Dunkerque.

## Palmarès

### Strada
- 2020 (Juniores)

5ª tappa Tour de la Région Sud PACA Juniors (Saint-Bonnet-en-Champsaur > Saint-Bonnet-en-Champsaur, cronometro)
Campionati francesi, Prova in linea Juniores
- 2021 (Juniores)

Classifica generale Tour du Bocage et de l'Ernée 53
Trofeo GD Dorigo M.O. Biemmereti
2ª tappa Tour de la Région Sud PACA Juniors (Saint-Bonnet-en-Champsaur > Saint-Bonnet-en-Champsaur, cronometro)
3ª tappa Tour de la Région Sud PACA Juniors (Saint-Bonnet-en-Champsaur > Saint-Bonnet-en-Champsaur)
4ª tappa Tour de la Région Sud PACA Juniors (Malemort-du-Comtat > Malemort-du-Comtat, cronometro)
Classifica generale Tour de la Région Sud PACA Juniors
5ª tappa Ain Bugey Valromey Tour (Artemare > Les Plans d'Hotonnes)
Classifica generale Ain Bugey Valromey Tour
Campionati francesi, Prova a cronometro Juniores
Campionati francesi, Prova in linea Juniores
3ª tappa Aubel-Thimister-Stavelot (Stavelot > Stavelot)
Campionati europei, Prova in linea Juniores
3ª tappa Internationale Juniorendriedaagse (Velzeke > Velzeke)
- 2022 (Équipe Continentale Groupama-FDJ)

Liegi-Bastogne-Liegi Under-23
Giro del Belvedere
Gran Premio Palio del Recioto
Flèche Ardennaise
7ª tappa Giro d'Italia Giovani Under 23 (Cuneo > Pinerolo)
6ª tappa Tour de l'Avenir (Saint-Amour > Oyonnax)
- 2023 (Groupama-FDJ, cinque vittorie)

2ª tappa Quattro Giorni di Dunkerque (Compiègne > Laon)
Classifica generale Quattro Giorni di Dunkerque
1ª tappa Tour du Limousin (Rilhac-Rancon > Bénévent-l'Abbaye)
3ª tappa Tour du Limousin (Sarran > Bort les Orgues)
Classifica generale Tour du Limousin
- 2024 (Groupama-FDJ, una vittoria)

5ª tappa Giro dei Paesi Baschi (Vitoria-Gasteiz > Amorebieta-Etxano)
- 2025 (Groupama-FDJ, due vittorie)

Faun-Ardèche Classic
1ª tappa Giro di Svizzera (Küssnacht > Küssnacht)

#### Altri successi
- 2021 (Juniores)

Gran Premio Eccellenze Valli del Soligo (cronosquadre)
- 2022 (Équipe Continentale Groupama-FDJ)

Classifica giovani Alpes Isère Tour
Classifica a punti Giro d'Italia Giovani Under 23
- 2023 (Groupama-FDJ)

Classifica giovani Quattro Giorni di Dunkerque
Classifica giovani Tour du Limousin
- 2025 (Groupama-FDJ)

Classifica giovani Volta ao Algarve

### Ciclocross
- 2019-2020

EKZ CrossTour Hittnau
- 2021-2022

Campionati francesi, Prova Under-23

## Piazzamenti

### Grandi Giri
- Tour de France

2024: 41º
2025: 34º
- Vuelta a España

2023: 42º

### Classiche monumento
- Milano-Sanremo

2025: 30º
- Liegi-Bastogne-Liegi

2024: 24º
2025: 19º
- Giro di Lombardia

2023: 91º
2024: 32º

### Competizioni mondiali
- Campionati del mondo su strada

Fiandre 2021 - Cronometro Juniores: 29º
Fiandre 2021 - In linea Juniores: 2º
Wollongong 2022 - In linea Under-23: 20º
Zurigo 2024 - In linea Elite: 38º

### Competizioni europee
- Campionati europei su strada

Trento 2021 - In linea Junior: vincitore